# ژانگجیاجی
ژانگجیاجی (به لاتین: Zhangjiajie) یک شهر مرکزی در جمهوری خلق چین است که در هونان واقع شده‌است.

## خصوصیات
ژانگجیاجی ۹٬۵۱۸ کیلومترمربع مساحت و ۱٬۴۷۶٬۵۲۱ نفر جمعیت دارد.

## خواهرخواندگان
شهر Hadong County خواهرخواندهٔ ژانگجیاجی هست.

## نگارخانه

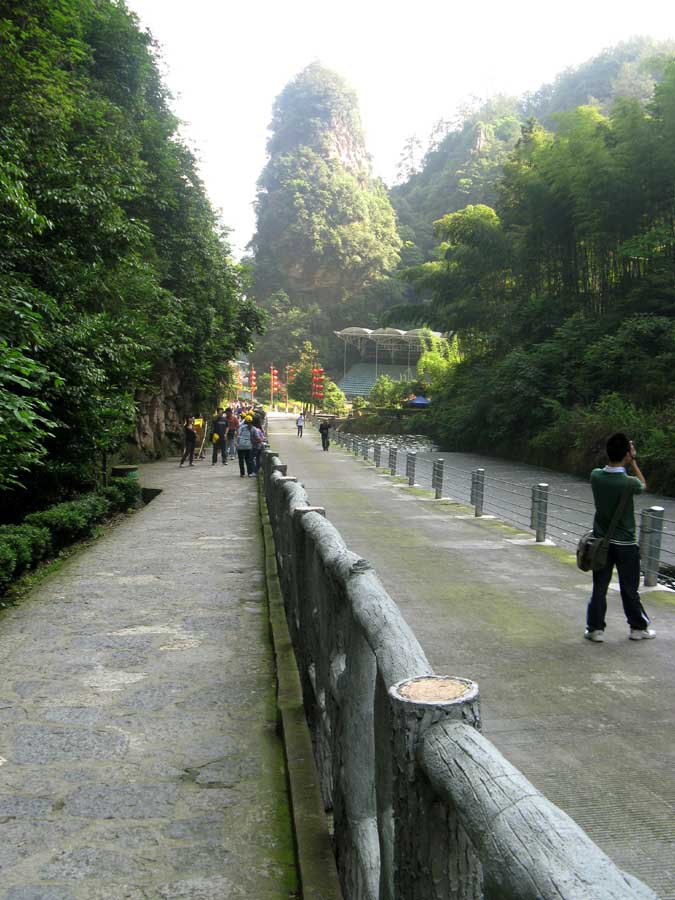
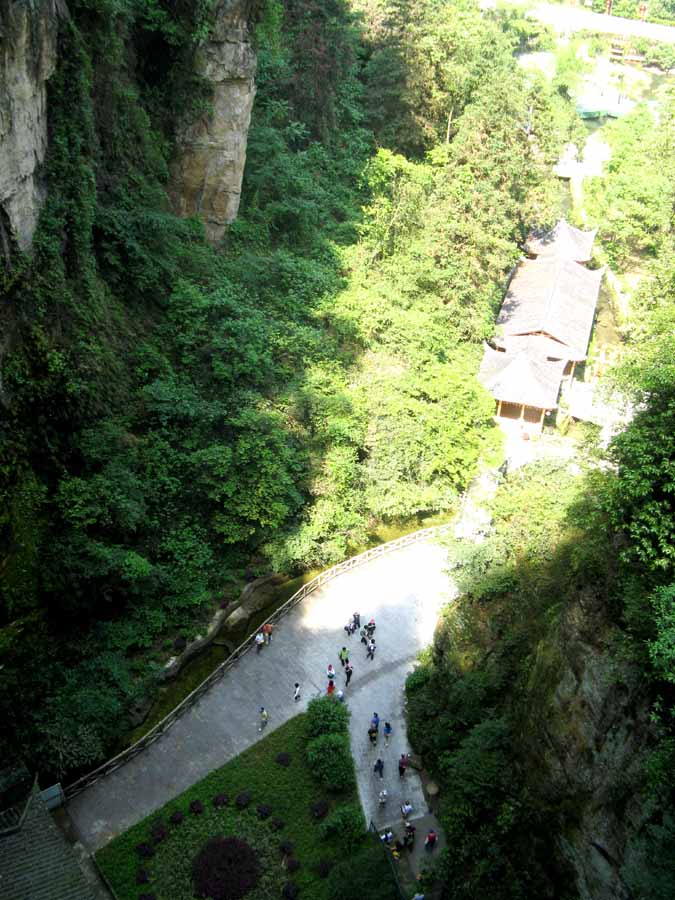
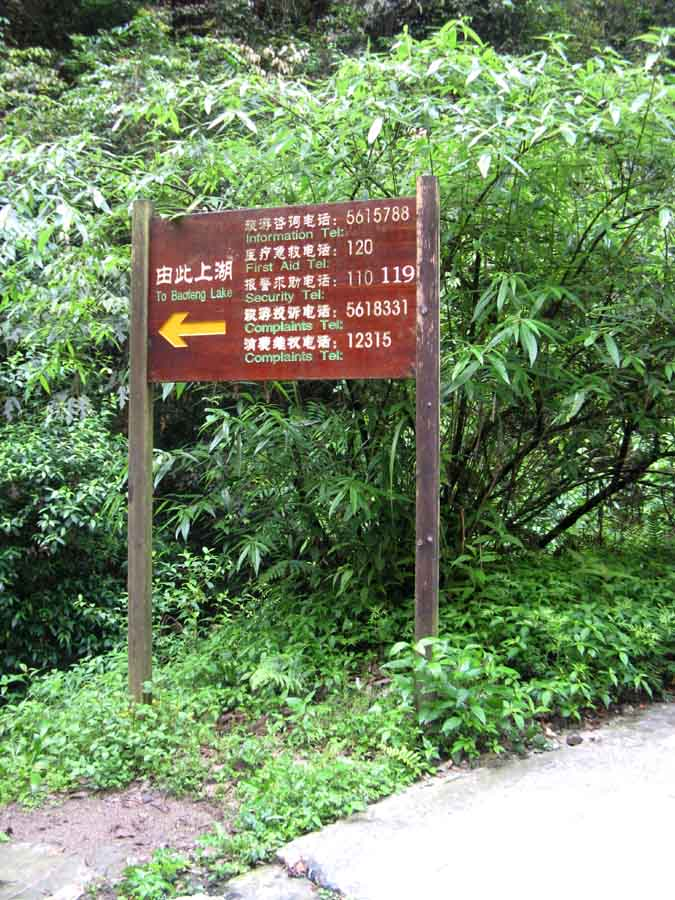
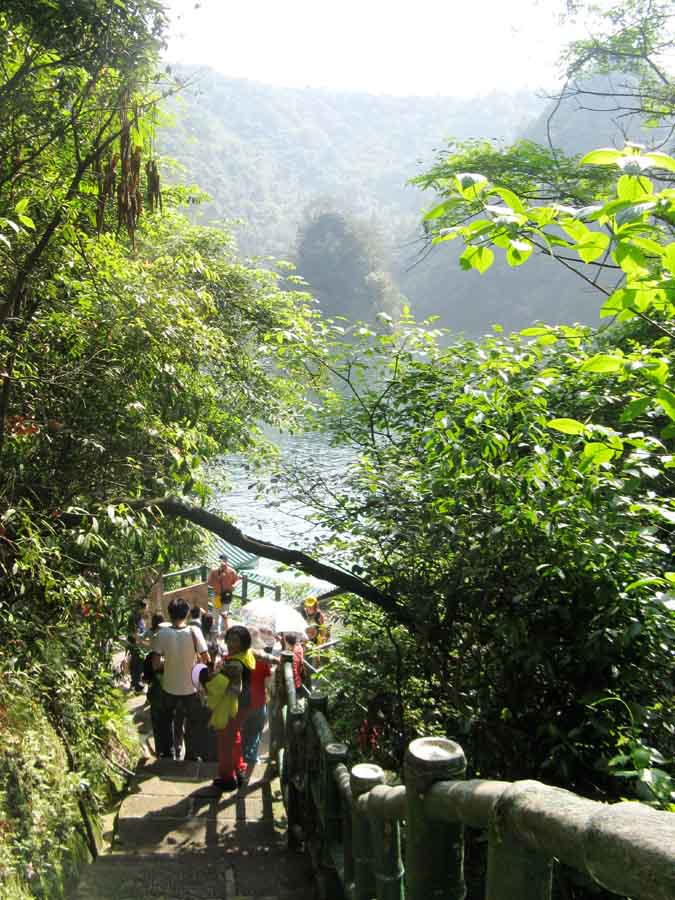
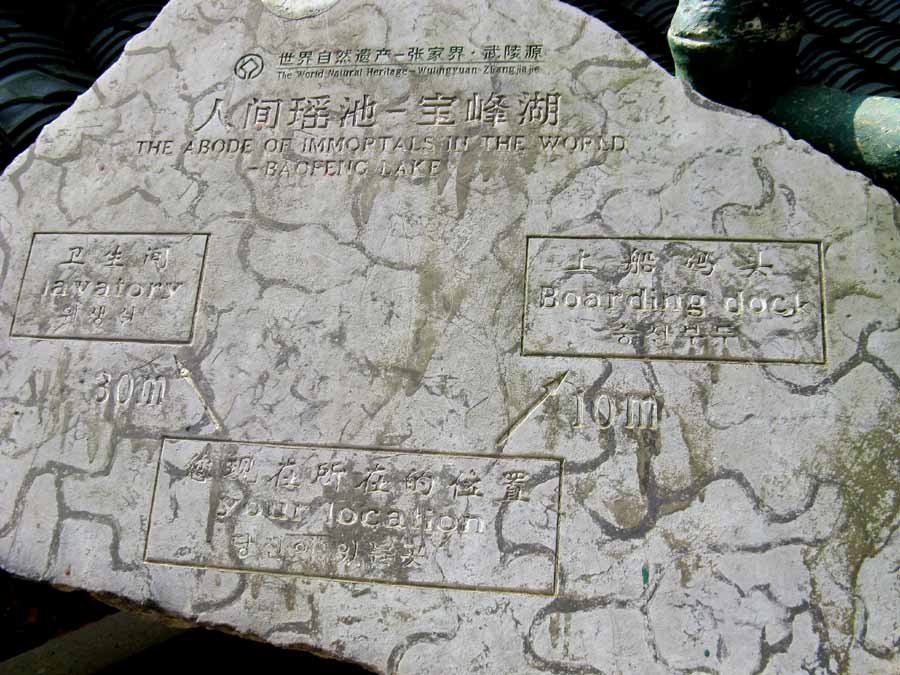
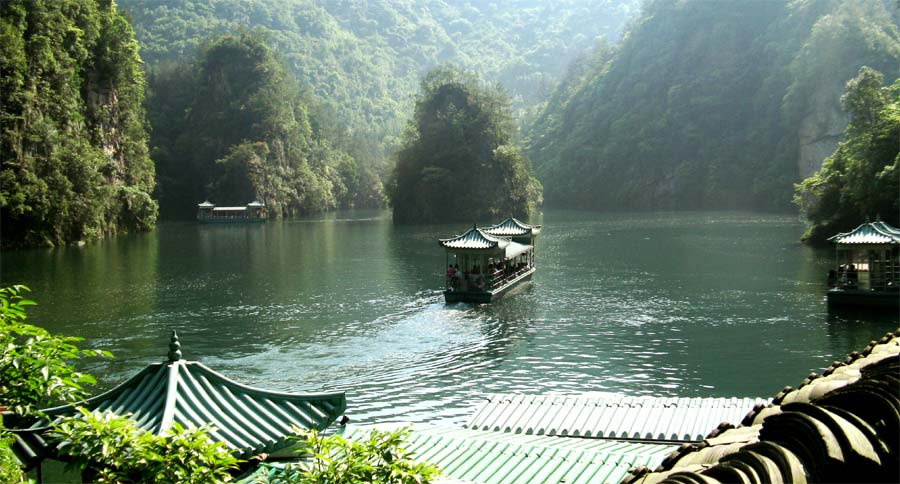
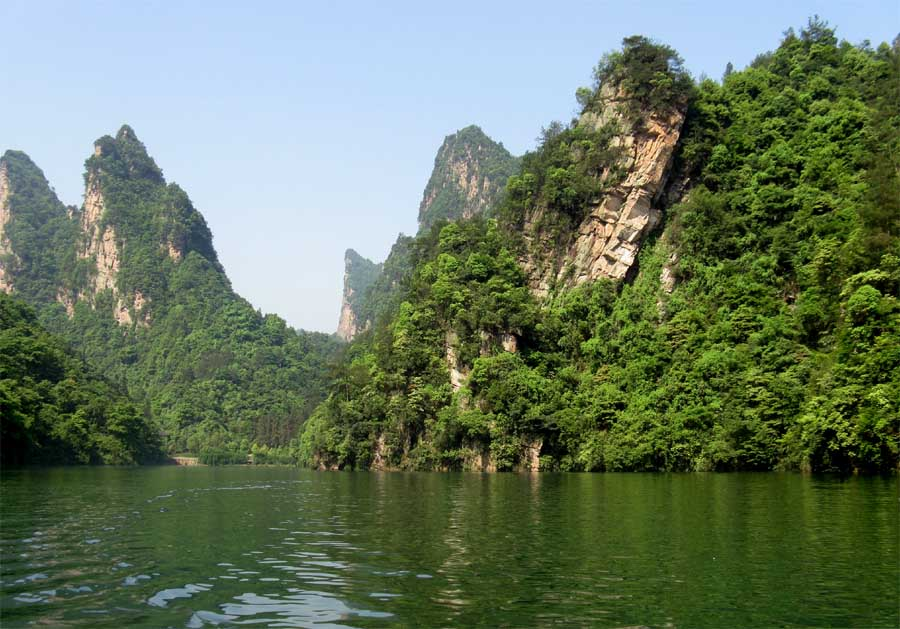
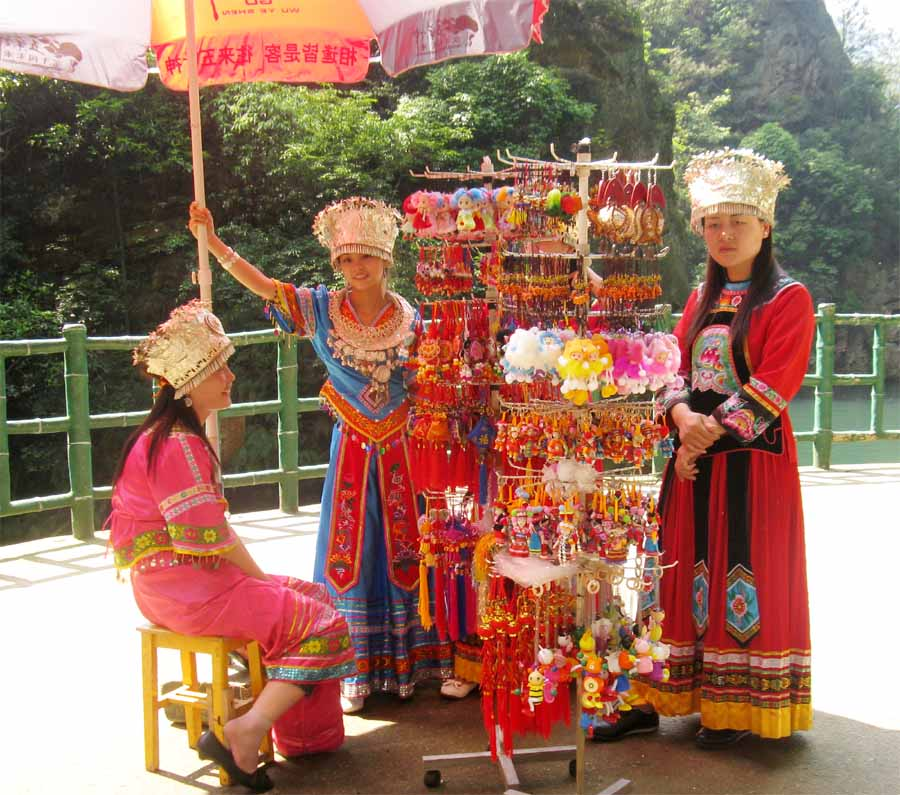